# گونو جی‌ایکس۵
گونو جی‌ایکس۵ (奥轩 GX5) یک کراس‌اوور اس‌یووی اندازه متوسط است که از سال ۲۰۱۰ تا ۲۰۱۴ توسط خودروساز چینی گوانگژو اتومبیل با نام تجاری گونو تولید شد.
این خودرو که در اصل گونو جی۵ نام داشت، اولین بار در نمایشگاه خودرو گوانگژو ۲۰۱۰ در ۲۱ دسامبر ۲۰۱۰ به نمایش درآمد. یک فیس لیفت و به‌روز رسانی در سال ۲۰۱۲ برای این خودرو عرضه شد و در این به‌روزرسانی نام خودرو به گونو جی‌ایکس۵ تغییر یافت تا در کنار مدل لوکس‌تر جی‌ایکس۶ به فروش برسد.

## بررسی
گونو جی۵ از موتور ۲٫۴ لیتری میتسوبیشی با گشتاور ۱۹۶ نیوتن متر نیرو می‌گیرد که با گیربکس ۵ سرعته اتوماتیک هیوندای جفت می‌شود و بسته به نوع زمین می‌تواند بین دو حالت 4WD و 2WD تغییر حالت دهد. قیمت جی۵ در زمان عرضه در بازار چین از ۸۶ هزار و ۸۰۰ یوان تا ۱۴۸ هزار و ۸۰۰ یوان متغیر بود.
مدل به‌روز شده جی‌ایکس۵ دارای سپرهای جلو و عقب کمی تغییر شکل یافته و یک موتور جدید ۲٫۰ لیتری و یک موتور ۲٫۵ لیتری دیزلی است که در کنار موتور قدیمی برای این خودرو قابل انتخاب هستند. قیمت گونو جی‌ایکس۵ در زمان عرضه در بازار چین از ۱۰۹ هزار و ۸۰۰ یوان تا ۱۵۱ هزار و ۸۰۰ یوان متغیر است.